# Harry de Winter

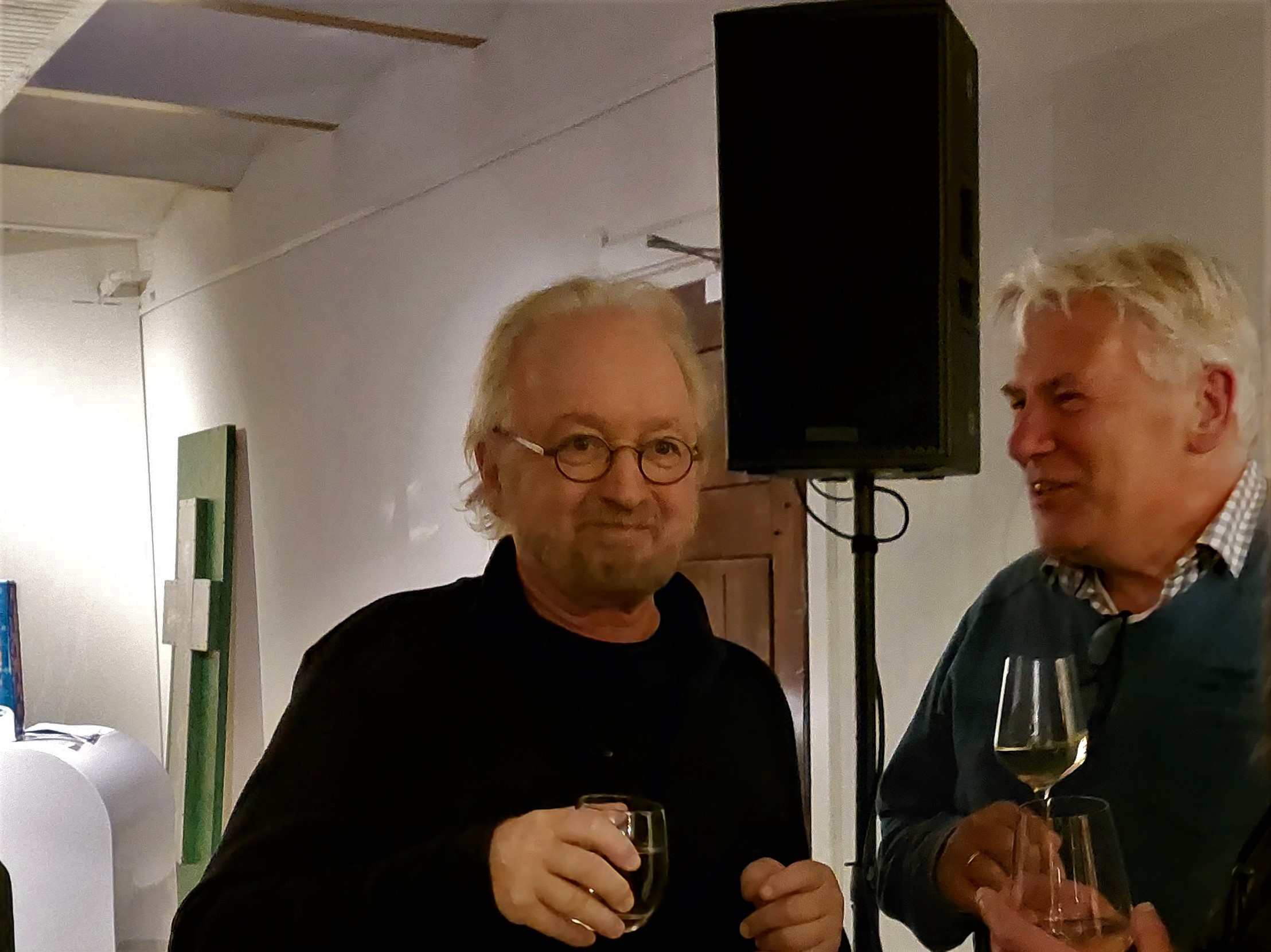
Harry de Winter en Edwin Gitsels in de Beurs van Berlage, oktober 2022

Harry Jacob (Harry) de Winter (Oss, 22 mei 1949 – Amsterdam, 7 maart 2023) was een Nederlandse producent en programmamaker.

## Biografie
De Winter werd in 1949 in Oss geboren als zoon van de chemicus Max de Winter en Bertine Meijer. Hij is de oudere broer van hoogleraar pedagogiek Micha de Winter. Hij behaalde zijn kandidaatsexamen economie aan de Universiteit van Amsterdam.

### Vroege carrière
Na een periode als radioverslaggever voor KRO en VARA werd De Winter door de NCRV ontdekt als dj. Hij werkte daarvoor in die hoedanigheid al op studentenfeesten in Amsterdam. Hij begon als freelance producent (muziekselectie) van het jongerenradioprogramma Filter, waarvan hij daarna ook presentator werd. Bij het vijftigjarig bestaan van de NCRV werd De Winter gevraagd om samen met zijn radiochef Rob Bijnsdorp vier live-radiofestivals te organiseren. Als gevolg hiervan kreeg De Winter zijn eigen televisieprogramma: De Filter Furore Show. Na zes afleveringen stopte de NCRV hiermee, omdat deze destijds nog conservatievere omroep meende dat het programma niet bij hen paste. De Winter beklaagde zich hierover op televisie en werd prompt ontslagen.
Als tegenreactie richtte De Winter in 1977 de productiemaatschappij IDTV op. In het begin produceerde IDTV vooral popprogramma's als Je Ziet Maar, Clipparade en live-concerten van onder anderen Madonna, Pink Floyd, U2 en Prince, die over de hele wereld werden uitgezonden. In de jaren 90 groeide het bedrijf dankzij uiteenlopende programma's als de spelletjes Lingo, Boggle en de series Oud Geld, Taxi en Pleidooi uit tot de op een na grootste tv-producent van Nederland, na Endemol.
In 1994 verkocht De Winter vijftig procent van de aandelen IDTV aan Chrysalis Records en in 1996 de tweede vijftig procent aan VNU. IDTV nam daarna van het Belgische DD, DD Nederland over. De Winter werd voorzitter van de Raad van Bestuur en hield zich tot 2001 bezig met IDTV International. Na de uitkoop van VNU verkocht Chrysalis IDTV aan ALL3MEDIA, dit was tevens het moment dat De Winter definitief IDTV verliet. Zijn vermogen werd in de Quote 500 in 2003 geschat op 46 miljoen euro. Hij stond daarmee op de 500e plek.

### Wintertijd
De Winter werd bij een groot publiek bekend als presentator van Wintertijd, waarin bekende Nederlanders en soms ook buitenlandse gasten (zoals Cliff Richard, Salman Rushdie en Bill Wyman) ondervraagd werden over hun leven en de rol van muziek daarin. Van deze muziek werden dan ook de bijbehorende, vaak unieke video's getoond. Het programma werd jarenlang door RTL 5 (ruim 100 uitzendingen) uitgezonden. In 2005 verhuisde het programma naar de AVRO, waar het zowel op radio als televisie werd uitgezonden (36 uitzendingen). Van 2007 tot 2009 werd Wintertijd een radioprogramma bij Arrow Classic Rock, in 2009 kwam het programma terug bij televisiezender Het Gesprek, tot in de zomer van 2010 een eind kwam aan deze zender.
In 2013 kwam De Winter terug met het praatprogramma Talking 'bout my generation, waarin hij met bekende Nederlanders van verschillende leeftijden sprak over wat muziek in hun leven betekende. Deze voortzetting van Wintertijd werd uitgezonden op RTL 7. Vanaf 2016 was Wintertijd terug, wekelijks te beluisteren op De Winters' 40UP Radio Listen to the Music en in januari 2020 keerde Wintertijd met vijf tv-afleveringen terug op NPO 2. In 2022 maakte De Winter nogmaals een serie Wintertijd, dit keer voor Omroep MAX (de zevende omroep van dit programma). In de laatste aflevering werd hij in zijn eigen programma geïnterviewd door Jeroen Pauw. De Winter verklaarde dat dit de laatste serie was en dat het nu aan de nieuwe generatie was.

### Kunst
Onder de naam HJDW maakte de Winter kunstwerkjes die hij kijkdozen noemde, diorama’s, in andere talen Tableaux Vivants. Na tentoonstellingen in Miami Beach, op Bonaire en in Rotterdam exposeerde hij voor het laatst in oktober 2022 in de Beurs van Berlage in Amsterdam. Datzelfde jaar was hij als acteur te zien in de bioscoopfilm Casa Coco.

### Ziekte en overlijden
De reden van het stoppen met Wintertijd was dat De Winter ongeneeslijk ziek was. In het praatprogramma Jinek vertelde hij op 10 maart 2022 dat het om asbestkanker ging. In 2022 maakte hij met zijn broer Micha de Winter en documentairemaakster Natascha van Weezel de EO-documentaire Broertje, waarin de broers een voettocht maken van kamp Sachsenhausen naar het Duitse stadje Havelberg; dezelfde route die hun vader liep, nadat hij bevrijd werd uit het kamp.
Op 7 maart 2023 overleed De Winter op 73-jarige leeftijd.

### Persoonlijk
De Winter had vanaf 1993 een relatie met actrice Yvonne van den Hurk. Hij had twee kinderen uit zijn eerste huwelijk.

## Necrologie
Paul Onkenhout, Slotakkoord: 'Harry de Winter (1949-2023)', De Volkskrant, donderdag 9 maart 2023, p.31

## Initiatieven

### Stichting De Initiatieven
In 2003 opgericht door De Winter met als doel het steunen van maatschappelijke en culturele doelen en het stimuleren van talent. Daarnaast projecten die de co-existentie tussen Israël en de Palestijnen bevorderen. Stichting De Initiatieven steunt onder andere Een Ander Joods Geluid, SIVMO, het VUmc Cancer Center Amsterdam, documentaires en fototentoonstellingen over de problematiek in het Midden-Oosten.

### WinterMedia
Productiebedrijf WinterMedia werd opgericht in 2004 als opvolging van IDTV. WinterMedia houdt zich bezig met nieuwe ideeën op het gebied van cultuur, met de nadruk op muziekevenementen, radio en televisie. Zodra deze ideeën zich hebben ontwikkeld tot concrete projecten vinden zij hun weg naar een van de aan WinterMedia gelieerde werkmaatschappijen. Deze werkmaatschappijen zijn Sarphatimedia, WinterSpelen, 40UP Radio en DaVID&Co. WinterMedia was in het verleden betrokken bij onder andere Sociëteit De Kring, en televisiezenders TV Oase en Het Gesprek. De Winter had met zijn productiebedrijf een adviserende rol bij de VPRO-serie Beagle: In het kielzog van Darwin en investeerde in grote en kleine mediaprojecten.

### WinterSpelen
In 2004 richtte De Winter samen met Yvonne van den Hurk WinterSpelen Theaterproducties op, met als doel kleine theaterproducties te produceren. Het bedrijf produceerde samen met Bos Theaterproducties de bekende voorstelling De Vagina Monologen. Andere producties van WinterSpelen: Caveman en Moord (gebaseerd op Een nagelaten bekentenis van Emants). Daarnaast werden de theaterstukken Chopin, Frau Bach en Hormonologen (alle geschreven door Yvonne van den Hurk), en Seks maakt Gelukkig met Wilbert Gieske op de planken gebracht.

### 40UP
In 2006 begon Harry de Winter een eenmalig feest voor 40-plussers in Paradiso, onder het motto Rock Now Rollater oftewel Lets Dance Again. Boven de 40 zijn er nauwelijks plekken om te dansen, vond hij. Inmiddels zijn de 40UP-feesten een begrip geworden en is er ieder weekend wel ergens in Nederland een 40UP-feest, waar De Winter zelf ook nog regelmatig draaide. In 2015 werden er ook twee non-stop 40UP internet-radiozenders gelanceerd, 40UP Radio Let's Dance Again en 40UP Radio Listen to the Music. In mei 2016 werd 40UP Radio Listen to the Music uitgebreid met een dagelijks live programmablok tussen 22.00 en 01.00 uur in de avond. Hier draaien bekende dj's de favoriete muziek uit hun eigen collectie, albumtracks en nummers van tijdloze en nieuwe artiesten, die niet meer te horen zijn op de hedendaagse radio. Hiervoor wist De Winter een team aan bekende Nederlandse diskjockeys te strikken: Mart Smeets, Johan Derksen, Jan Donkers, Robert ten Brink, Michiel Romeyn, Vincent van Engelen, Leo van der Goot, Adeline van Lier, Stan Rijven, Felix Rottenberg en Marc Stakenburg en Rob Stenders.

### TV Oase en Het Gesprek
De Winter wilde na IDTV een kwaliteitstelevisiezender van de grond krijgen, omdat er zijn inziens een grote groep ontevreden televisiekijkers was die niet voldoende bediend werd door de bestaande televisiestations. TV Oase ging uiteindelijk niet door, omdat de steun van de Stichting Democratie en Media wegviel. Deze stichting moest APAX uitkopen uit de PCM (de Volkskrant, Trouw en NRC Handelsblad), waarna er niet voldoende middelen overbleven om TV Oase te steunen. Daarna stapte De Winter in 2008 in het initiatief Het Gesprek, een televisiezender opgezet door Derk Sauer (ook partner in OASE), Ruud Hendriks en Frits Barend. Eind 2009 nam Het Gesprek samen met investeringsmaatschappij Egeria, NRC Media over. De Winter en partners verruilden hun aandelen Het Gesprek voor een minderheidsaandeel in NRC Media, waarna De Winter algemeen en programmadirecteur werd van de zender. In augustus 2010 besloot Egeria zich terug te trekken uit Het Gesprek, waarna dit tv-station failliet ging. De Winter verkocht zijn aandelen NRC Media aan Egeria en zette daarna WinterMedia voort.

## Activisme

### Een Ander Joods Geluid
De Winter was in 2001 samen met Anneke Mouthaan initiatiefnemer van Een Ander Joods Geluid (EAJG), een stichting van Nederlandse Joden die kritisch staat ten opzichte van de Israëlische politiek tegenover de Palestijnen. De Winter woonde zelf na zijn middelbare school anderhalf jaar in Israël, waar hij Hebreeuws leerde. De Winter was voorzitter van de Raad van Advies van EAJG en lid van het Comité van aanbeveling van Steuncomité Israëlische Vredes en Mensenrechten Organisaties (SIVMO).

### Kritiek op Geert Wilders
De Winter uitte op 17 maart 2008 kritiek op de aankondiging van de film Fitna van de politicus Geert Wilders door middel van een paginabrede advertentie in de Volkskrant. De tekst luidde: "Als Wilders hetzelfde over Joden (en het Oude Testament) gezegd zou hebben als wat hij nu over Moslims (en de Koran) uitkraamt, dan was hij allang afgeserveerd en veroordeeld wegens antisemitisme."
De Winter stelde, in zijn toelichting op de advertentie, de moslimkritiek van Geert Wilders op één lijn met antisemitisme en vergeleek de situatie rond de moslims nu met die in het nazi-Duitsland van de jaren dertig.
De advertentie werd medeondertekend door Een Ander Joods Geluid en de Stichting De Initiatieven. De advertentie riep veel reacties op van onder andere Hanneke Groenteman en Afshin Ellian.

## Fotogalerij

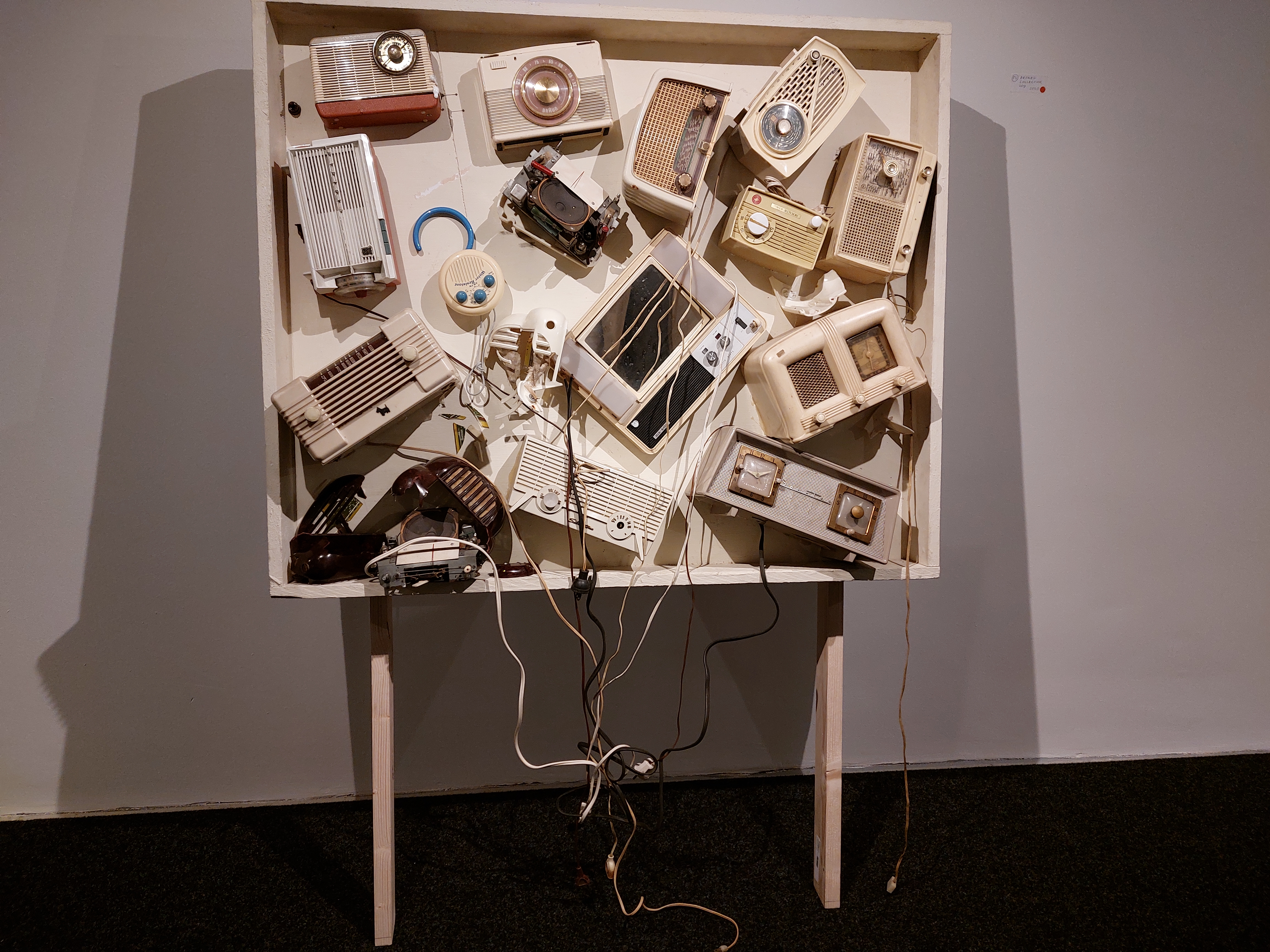
Voorbeeld van een kijkdoos.
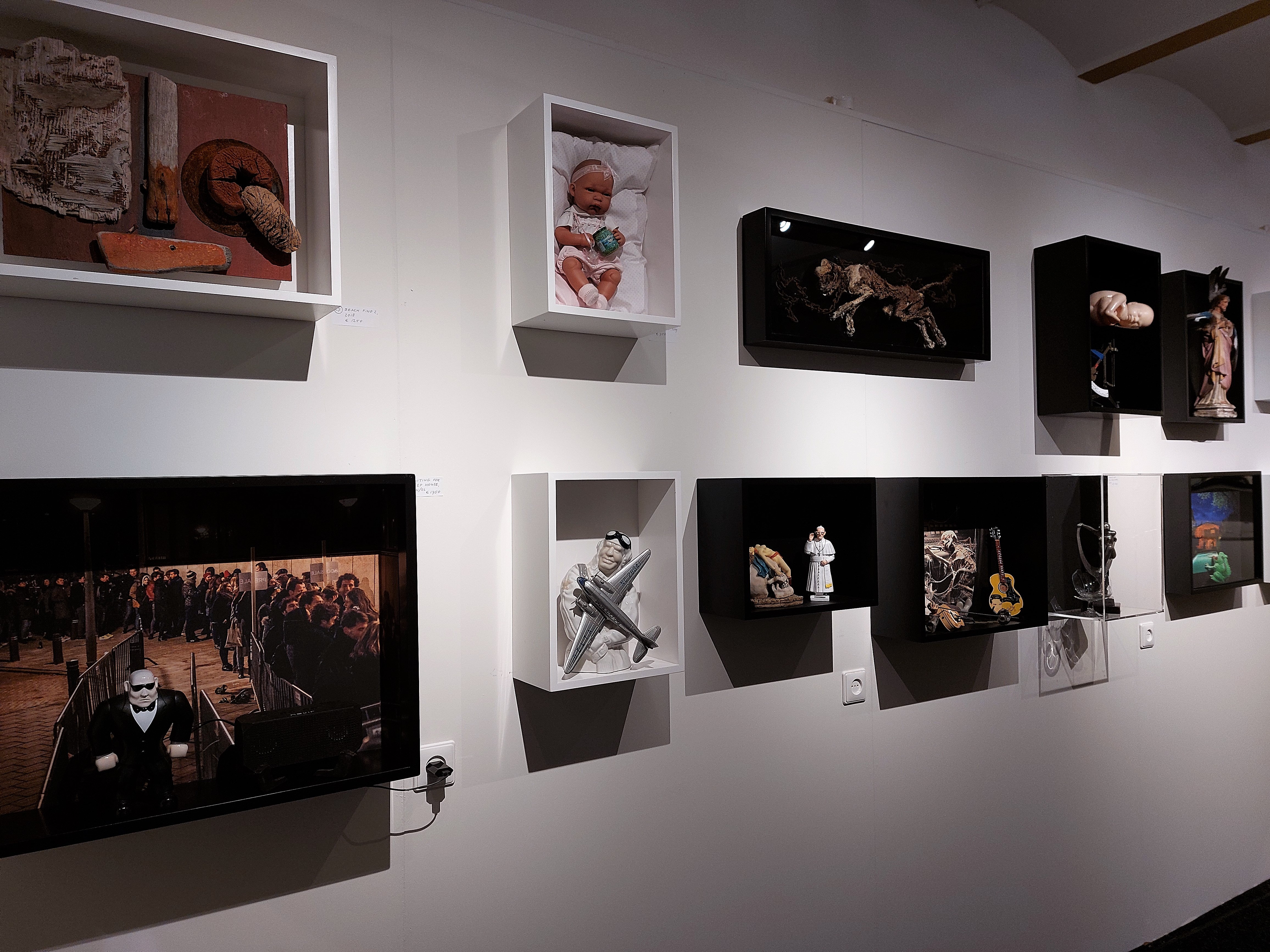
Expositie 'Out of the Box'